# Poritia milia
Poritia milia is een vlinder uit de familie van de Lycaenidae. De wetenschappelijke naam van de soort is voor het eerst geldig gepubliceerd in 1917 door Fruhstorfer.